# Короєшть (Васлуй)
Короєшть, Короєшті (рум. Coroiești) — село у повіті Васлуй в Румунії. Адміністративний центр комуни Короєшть.
Село розташоване на відстані 228 км на північний схід від Бухареста, 47 км на південний захід від Васлуя, 101 км на південь від Ясс, 100 км на північний захід від Галаца.

## Населення
За даними перепису населення 2002 року у селі проживали 598 осіб, усі — румуни. Усі жителі села рідною мовою назвали румунську.